# Guridsko Carstvo
Guridsko Carstvo (perz. سلسله غوریان; Suri, Šansabānī) je naziv za iransku državu koja se od 11. do 13. stoljeća prostirala na području Iranske visoravni i središnje Azije, odnosno preko teritorija modernog Irana, Azerbajdžana, Turske, Iraka, Afganistana, Turkmenistana, Uzbekistana, Tadžikistana, Kirgistana, zapadne Kine, Pakistana i Indije. Žarište carstva nalazilo se u regiji Horasan, a glavni gradovi bili su Herat, Gur, Gazni i Lahore. Dinastija je bila perzijskog podrijetla, a njen utjecaj na zapadnom dijelu carstva prvotno je smanjen i konačno potpuno suzbijen nekoliko desetljeća kasnije prilikom uspona iransko-turkijskog Horezmijskog Carstva. Ipak, Guridi su istovremeno proširili utjecaj na Indijskog potkontinenta gdje su vladali sve do 1215. godine.